# Бромоводород
Бро́моводоро́д  (гидробромид, бро́мистый водоро́д, HBr) — неорганическое вещество, бинарное соединение брома с водородом.
Бесцветный тяжёлый токсичный газ, образует туман в сыром воздухе.

## Получение
В промышленности бромоводород получают непосредственным взаимодействием простых веществ:
{\displaystyle {\ce {H2{}+Br2->[200-400~^{\circ }{\text{C, Pt}}]2HBr}}}
Также бромистый водород получается как побочный продукт при синтезе бромпроизводных органических соединений.
В лаборатории получают гидролизом трибромида или пентабромида фосфора:
{\displaystyle {\ce {PBr3 + 3 H2O -> H3PO3 + 3 HBr ^}}}
{\displaystyle {\ce {PBr5 + 4 H2O -> H3PO4 + 5 HBr ^}}}
Восстановление брома несколькими способами:
{\displaystyle {\ce {3Br2{}+S{}+4H2O->[100-150~^{\circ }{\text{C}}]H2SO4{}+6HBr}}}
{\displaystyle {\ce {Br2 + KNO2 + H2O -> KNO3 + 2 HBr ^}}}
Вытеснение из бромидов щелочных металлов разбавленной кислотой:
{\displaystyle {\ce {KBr + H2SO4 ->[{\ce {H2O}}] KHSO4 + HBr ^}}}
Ещё можно получить бромоводород взаимодействием воды с бромом на свету или при кипении:
{\displaystyle {\ce {2H_2O + 2Br_2 ->[h\nu, +100^oC] 4HBr ^ + O_2 ^}}}

## Физические свойства
Бромистый водород — это бесцветный ядовитый газ с резким запахом, сильно дымящий на воздухе. Термически очень устойчив.
Хорошо растворим в воде: 221 г/100 г воды при 0 °C (193 при 25°, 130 при 100 °C).
Водный раствор образует азеотропную смесь с 47,63 % HBr, которая кипит при 124,3 °C.
Растворяется в этаноле, образуя слабый электролит.
При охлаждении водных растворов HBr можно получить кристаллогидраты:
- HBr·H2O — устойчив при −15,5...−3,3 °C,
- HBr·2H2O — плавится при −11,2 °C,
- HBr·4H2O — плавится при −55,8 °C.

Чистый HBr образует кристаллы орторомбической сингонии, пространственная группа F mmm, параметры при −173 °C: a = 0,5640 нм, b = 0,6063 нм, c = 0,5555 нм, Z = 4.

## Химические свойства
Водный раствор бромистого водорода образует сильную одноосновную кислоту:
{\displaystyle {\ce {HBr + H2O <=> Br^- + H3O^+}},\quad pK=-9}
Термически HBr очень устойчив, при температуре 1000 °C разлагаются около 0,5 % молекул:
{\displaystyle {\ce {2 HBr <=> H2 + Br2}}}
Как кислота реагирует с металлами, их оксидами, основаниями:
{\displaystyle {\ce {2 HBr + Mg -> MgBr2 + H2 ^}}}
{\displaystyle {\ce {2 HBr + CaO -> CaBr2 + H2O}}}
{\displaystyle {\ce {2 HBr + Ba(OH)2 -> BaBr2 + 2 H2O}}}
Является восстановителем, медленно окисляется на воздухе, из-за чего водные растворы со временем окрашиваются в бурый цвет:
{\displaystyle {\ce {4 HBr + O2 -> 2 Br2 + 2 H2O}}}

## Применение
Применяют для приготовления бромидов, синтеза различных органических бромпроизводных и для реактивного ионного травления.

## Транспортировка
Безводный HBr транспортируют в баллонах ёмкостью 6,8 и 68 кг под давлением 24 атм.

## Токсичность
Бромистый водород — едкое, весьма токсичное вещество, обладающее удушающим действием. Предельно допустимая концентрация = 10 мг/м3, поражающая токсодоза = 2,4 мг/(л·мин).